# Sarcochilus weinthalii
Sarcochilus weinthalii är en orkidéart som beskrevs av Frederick Manson Bailey. Sarcochilus weinthalii ingår i släktet Sarcochilus och familjen orkidéer. Inga underarter finns listade i Catalogue of Life.